# Chicago Latino Film Festival
El Chicago Latino Film Festival és un festival de cinema dels Estats Units, centrat en Amèrica Llatina i els llatins. Celebrat anualment a Chicago des del 1985, està organitzat per l'International Latino Cultural Center (ILCC) i patrocinat per diverses corporacions nacionals, així com per la comunitat hispana i llatina local. El Festival compta amb el treball de prometedors cineastes llatinoamericans amb un èmfasi especial en les pel·lícules que mostren l'enorme diversitat de l'Amèrica Llatina i que desafien els estereotips habituals sobre hispans i llatins.
Durant la majoria de les projeccions, el públic té l'oportunitat de participar en discussions amb cineastes locals i visitants. En un esforç per posar en relleu la importància del valor artístic i educatiu de totes les pel·lícules, el Chicago Latino Film Festival no és competitiu, a excepció de l'anhelat Premi del Públic, determinat pels cinèfils i el Gloria Achievement Award. Des del 1999, el Premi Gloria s'ha atorgat com a reconeixement especial a persones i institucions per les seves destacades contribucions a les arts llatines.
El Chicago Latino Film Festival presenta una sèrie de segments especials com a part de la programació general: Made In USA, Women In Film, Lesbian/Gay/Bisexual/Trans (LGBT) i Animation.